# 티라노의 발톱
"티라노의 발톱"은 1994년에 개봉한 대한민국의 영화로 원시인 중심으로 진행되는 영화이다. 심형래가 감독, 제작, 주연을 맡았다.
같은 시기 개봉한 "쥬라기 공원"과 비교되었다고 널리 알려졌지만, 실제로 쥬라기공원이랑 같이 개봉한 영화는 "영구와 공룡 쮸쮸"다. 영화 내에 심형래와 친분이 있는 많은 희극인들이 대거 참여했다.
한편, 칸 영화제에 해당 영화를 들고 갔으나 비웃음만 샀으며 급기야 흥행에도 참패했고 회사가 한때 파산 위기에 놓이기도 했는데  인간과 공룡이 함께 살아간다는 시대 배경의 고증오류,  대사 대부분이 원시인들이 그냥 까까거린 점, 어른이 봐도 잔인하고 심각한 내용(피를 흘리며 죽어가는 공룡과 원시인들, 원시인들의 인신공양과 식인, 썩어가는 사체 등 잔혹하고 자극적인 묘사가 상당히 많이 나옴) 등의 혹평이 있었다.
그 이후 심형래 감독은 야간업소 출연료 직원들의 월급을 주면서  비디오용 어린이영화 위주로 버텨오다가 "파워킹" (1995년작)으로 극장용 영화 연출 활동을 재개했다.
현재는 매우 유명 연예인이 된 유재석, 지석진, 송은이, 조혜련 등이 보조 출연자로 출연했다.

## 출연
- 심형래 - 원시인 역
- 신새길 - 원시인 역
- 서찬호 - 원시인 역
- 박세범 - 원시인 역
- 안석환 - 원시인 역
- 이용암 - 원시인 역
- 양종철 - 원시인 역
- 배동성 - 원시인 역
- 김민석 - 원시인 역
- 조문식 - 원시인 역
- 오성우 - 원시인 역
- 백재현 - 원시인 역
- 양원경 - 원시인 역
- 이덕재 - 원시인 역
- 이태식 - 원시인 역
- 김수용 - 원시인 역
- 김성규 - 원시인 역
- 김만호 - 원시인 역
- 금병환 - 원시인 역
- 손동환 - 원시인 역
- 이창명 - 원시인 역
- 손경수 - 원시인 역
- 권영찬 - 원시인 역
- 지석진 - 원시인 역
- 김생민 - 원시인 역
- 허동환 - 원시인 역
- 박경호 - 원시인 역
- 이병진 - 원시인 역
- 심원철 - 원시인 역
- 김경태 - 원시인 역
- 김정렬 - 원시인 역
- 홍석우 - 원시인 역
- 임수철 - 원시인 역
- 손경수 - 원시인 역
- 고명환 - 원시인 역
- 장효웅 - 원시인 역
- 이광빈 - 원시인 역
- 이광준 - 원시인 역
- 최순석 - 원시인 역
- 최승경 - 원시인 역
- 이병찬 - 원시인 역
- 이병재 - 원시인 역
- 조치원 - 원시인 역
- 조혜련 - 원시인 역
- 임미경 - 원시인 역
- 송은이 - 원시인 역
- 이세레나 - 원시인 역
- 전효실 - 원시인 역
- 김영 - 원시인 역
- 김바니 - 원시인 역
- 임원선 - 원시인 역
- 주이슬 - 원시인 역
- 윤주형 - 원시인 역
- 김경아 - 원시인 역
- 박은정 - 원시인 역
- 한연수 - 원시인 역
- 김정임 - 원시인 역
- 노수연 - 원시인 역
- 오정희 - 원시인 역
- 노은경 - 원시인 역
- 김미진 - 원시인 역
- 김주희 - 원시인 역
- 이민호 - 원시인 역
- 마대환 - 원시인 역
- 이세희 - 원시인 역
- 나경훈 - 원시인 역
- 홍성혁 - 원시인 역
- 박민철 - 원시인 역
- 유재석 - 원시인 역